# Смольный национальный парк
Смо́льный госуда́рственный национа́льный па́рк — особо охраняемая природная территория федерального значения в северо-восточной части Республики Мордовии.
Создан постановлением Правительства РФ в 1995 году в целях сохранения особо ценных природных комплексов лесостепной зоны и использования их в природоохранных, рекреационных и других целях.
Национальный парк расположен на левобережье реки Алатырь, на территориях, относящихся к Ичалковскому и Большеигнатовскому районам. Площадь парка — 365 км². Большая часть территории (около 30 тысяч гектаров) покрыта лесами.

## Рельеф и почвы
Рельеф умеренно расчленённый с довольно значительной сетью оврагов в северной части, постепенно понижается в направлении с севера на юг. Наивысшая отметка — 217 метров над уровнем моря, низшая — 97 метров. Наиболее распространённые типы почв — дерново-подзолистые и серые лесные.

## Климат
Среднегодовая температура воздуха 3,5−4 °С. Средняя температура января −11°С, июля +19°С. Среднегодовое количество осадков около 500 мм. Безморозный период в среднем 137 дней.

## Гидрография
Общая протяжённость Алатыря на территории национального парка составляет более 40 км. Остальные реки относятся к категориям малых (Язовка и Калыша) и очень малых рек (около 80). Все реки типично равнинные, с медленным течением.
Озёра (Песчаное, Дубовое-1, Дубовое-2, Митряшка, Полунзерка, Липерки) являются старицами и сосредоточены в пойме Алатыря. Озёра непроточные или слабо проточные. Температура воды в них у поверхности летом достигает 20 °С, на мелководьях она прогревается до 25−30 °С, с глубиной температура снижается до 10 °С. Озёра пресные, их минерализация слабая (до 200 мг/л) или средняя (до 500 мг/л). По химическому составу они относятся к гидрокарбонатному классу. По биологическим свойствам озёра эвтрофные — с богатой растительностью (мелководные, хорошо прогреваемые).
Болота сосредоточены в основном в пойме Алатыря. Болота в основном низинные. Верховые болота немногочисленные, расположены в южной и центральных частях парка. Имеется много родников (более 30).

## Растительность
Благодаря тому, что территория национального парка расположена на границе смешанных, широколиственных лесов и лесостепей, растительность его достаточно разнообразна. Самый распространённый тип лесов — сосновые (как чистые сосняки, так и широколиственно-сосновые леса). Еловые леса чаще всего с примесью сосны, берёзы и других лиственных пород, чистые ельники не встречаются. Лиственные леса образованы дубом, липой, клёном, берёзой, осиной, изредка встречаются вяз и ясень. По берегам озёр и ручьёв в долине Алатыря и по оврагам местами встречаются черноольшаники.
Луга в национальном парке присутствуют как пойменные, так и суходольные. Довольно разнообразна болотная растительность.
Всего на территории Смольного национального парка по данным на 2011 год было зарегистрировано 784 вида сосудистых растений из 394 родов и 101 семейства, в том числе 4 вида плаунообразных, 6 — хвощеобразных, 13 — папоротникообразных, 4 вида голосеменных и 753 вида цветковых растений. Среди них есть виды, занесённые в Красную книгу России (Iris aphylla, Neottianthe cucullata) и Красную книгу Республики Мордовии (36 видов). Также зарегистрировано 129 видов мхов из 66 родов и 34 семейств, в том числе 10 видов, занесённых в Красную книгу Республики Мордовия.

## Животный мир
На территории национального парка встречаются 50 видов млекопитающих, 206 видов птиц, 6 видов пресмыкающихся, 11 видов земноводных, 27 видов рыб. Фауна беспозвоночных пока изучена недостаточно полно, в настоящее время зарегистрировано 28 наземных видов моллюсков и 970 видов насекомых.